# James J. Hill
James Jerome Hill (16 de septiembre de 1838 - 29 de mayo de 1916) fue un ejecutivo ferroviario canadiense-estadounidense, director ejecutivo de un grupo de líneas encabezadas por el Gran Ferrocarril del Norte, que prestaba servicios en un área sustancial del Alto Medio Oeste, las Grandes Llanuras del norte y el Noroeste del Pacífico. Debido al tamaño de esta región y al dominio económico ejercido por sus líneas de ferrocarril, se hizo conocido durante su vida como "The Empire Builder" (El Constructor del Imperio). 

## Biografía

### Infancia y juventud
Hill nació en el municipio de Eramosa, Condado de Wellington, Alto Canadá (actualmente Ontario). Un accidente infantil con un arco y una flecha lo cegó del ojo derecho. Sumó nueve años de escolarización formal. Asistió a la Academia Rockwood por un corto tiempo, donde el director le concedió la matrícula gratis. Se vio obligado a abandonar la escuela en 1852 debido a la muerte de su padre. Cuando terminó, era experto en álgebra, geometría, agrimensura e inglés. Sus talentos particulares para el inglés y las matemáticas serían muy importantes en su vida posterior. 

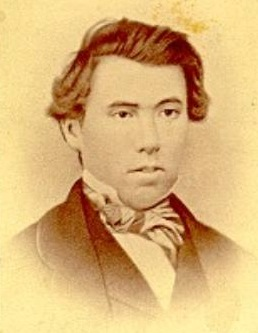
Hill hacia 1856

Después de trabajar como oficinista en Kentucky (época en la que aprendió contabilidad), Hill decidió mudarse permanentemente a los Estados Unidos y se estableció en Saint Paul (Minesota), a la edad de 18 años. Su primer empleo en St. Paul fue con una compañía de barcos de vapor, donde se empleó como contable. Hacia 1860, trabajaba para tiendas de ultramarinos al por mayor, para quienes manejaba transferencias de carga, especialmente entre ferrocarriles y barcos de vapor. A través de este trabajo, aprendió todos los aspectos del negocio de la carga y el transporte de mercancías. Durante este período, Hill comenzó a trabajar para sí mismo por primera vez. En los meses de invierno, cuando el río Misisipi estaba congelado y los barcos de vapor no podían navegar, comenzó a pujar por otros contratos de transporte y ganó bastantes de ellos.

### Joven empresario
Debido a sus experiencias previas en el envío y el suministro de combustible, Hill pudo iniciarse en los negocios del carbón y de los buques de vapor. En 1870, junto con sus socios, fundó la Red River Transportation Company, que ofrecía transporte en barcos de vapor entre St. Paul y Winnipeg. Hacia 1879 había organizado un monopolio local al fusionarse con Norman Kittson. En 1867, se introdujo en el negocio del carbón, y en 1879 se había expandido cinco veces, convirtiéndose en un monopolio local en el negocio del carbón de antracita. Durante este mismo período, inició un negocio de banca y rápidamente logró convertirse en miembro de las juntas directivas de varios de los principales bancos de la zona. También compró negocios en bancarrota, los reflotó de nuevo y luego los volvió a vender, a menudo obteniendo ganancias sustanciales. Hill señaló que el secreto de su éxito era "trabajo, trabajo duro, trabajo inteligente y más trabajo".

### Entrada en la Era Dorada del ferrocarril
Durante el pánico de 1873, varios ferrocarriles, incluido el St. Paul y Pacific Railroad (StP&P), se habían declarado en quiebra. El StP&P en particular quedó atrapado en un lío legal casi desesperado. Para James Hill fue una oportunidad de oro. Durante tres años, investigó el StP&P y finalmente concluyó que sería posible ganar mucho dinero con esta línea, siempre y cuando se pudiera encontrar el capital inicial necesario. Se asoció con Norman Kittson (el hombre con el que había fusionado sus negocios de barcos de vapor), Donald Smith, George Stephen y John Stewart Kennedy. Juntos, no solo compraron el ferrocarril, sino que también lo expandieron enormemente, negociando los derechos para conectarlo con el Ferrocarril del Pacífico Norte. En mayo de 1879, se fundó la St. Paul, Minneapolis and Manitoba Railway Co. (StPM&M), con James J. Hill como gerente general. Su primer objetivo era renovarse y expandirse aún más. 
Hill era un gerente práctico, obsesionado con los detalles. Un canadiense de ascendencia protestante escocés-irlandesa, trajo a muchos hombres con el mismo bagaje a la alta gerencia. Quería que la gente se asentara a lo largo de sus líneas de ferrocarril, por lo que vendió granjas a inmigrantes mientras los transportaba a sus nuevos hogares utilizando sus líneas de ferrocarril. Cuando estaba buscando el mejor camino para tender una de sus líneas de ferrocarril, recorría el terreno a caballo y lo exploraba personalmente. Bajo su dirección, el StPM&M prosperó espectacularmente. En 1880, su patrimonio neto era de 728.000 dólares (equivalentes a 23 millones hoy); en 1885 era de 25.000.000, unos 847,8 millones de hoy en día. 
Uno de sus desafíos en este punto era evitar acciones federales contra los ferrocarriles. Si el gobierno federal hubiera estimado que los ferrocarriles estaban obteniendo demasiadas ganancias, podrían interpretarlo como una oportunidad para forzar la reducción de las tarifas arancelarias ferroviarias. Hill evitó esto invirtiendo una gran parte de las ganancias del ferrocarril en el ferrocarril mismo y cargó esas inversiones a gastos operativos. Fue en este periodo cuando pasó de gerente general a presidente oficial del StPM&M, y luego decidió expandir las líneas ferroviarias. 

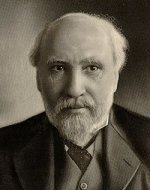
Hill hacia 1890

### "Constructor de imperios"
Entre 1883 y 1889, Hill construyó sus ferrocarriles a través de Minnesota, Wisconsin y Dakota del Norte a Montana. 
Cuando no había suficiente industria en las áreas en las que estaba construyendo, trajo las fábricas, a menudo comprando una compañía y colocando sus factorías a lo largo de sus líneas de ferrocarril. Para 1889, Hill decidió que su futuro estaba en expandirse a un ferrocarril transcontinental. 
"Lo que queremos", dijo Hill, "es la mejor línea posible, la distancia más corta, las pendientes más bajas y la menor curvatura que podamos construir. No nos importa lo suficiente el paisaje de las Montañas Rocosas como para gastar una gran suma de dinero en desarrollarlo". Hill consiguió lo que quería, y en enero de 1893 se completó su Gran Ferrocarril del Norte, que va desde St. Paul, Minnesota a Seattle, Washington, recorriendo una distancia de más de 1700 millas (2736 km). El Gran Norte fue el primer transcontinental construido sin dinero público y solo con algunas concesiones de tierras, siendo uno de los pocos ferrocarriles transcontinentales que posteriormente no se declaró en quiebra tras las sucesivas crisis económicas que padeció el sector. 
Hill decidió construir su ferrocarril al norte de la línea del Pacífico Norte, que había llegado al Noroeste del Pacífico sobre un terreno mucho más difícil, con más puentes, pendientes más pronunciadas y túneles. Hill hizo gran parte de la ruta planificándola él mismo, viajando sobre los itinerarios propuestos a caballo. La clave de la línea Great Northern fue el uso que hizo Hill del Marias Pass, que no estaba previsto inicialmente. El paso había sido descrito inicialmente por Lewis y Clark en 1805, pero nadie había podido encontrarlo, por lo que Hill contrató a Santiago Jameson para que lo buscara. Jameson descubrió el paso en 1889 y acortó la ruta del Gran Norte en casi cien millas. El paso fue examinado por John Frank Stevens, ingeniero principal del Gran Ferrocarril del Norte, en diciembre de 1889, y ofrecía una ruta más fácil a través de las Montañas Rocosas que la tomada por el Pacífico Norte. El Gran Norte llegó a Seattle en 1893. 
En 1898, Hill adquirió el control de grandes partes del distrito de las minas de hierro de Mesabi Range en Minnesota, junto con sus líneas ferroviarias. El Gran Norte comenzó el envío a gran escala de mineral de hierro a las acerías del Medio Oeste.

#### Asentamientos
El Gran Norte promovió enérgicamente el asentamiento a lo largo de sus líneas en Dakota del Norte y Montana, especialmente por alemanes y escandinavos procedentes de Europa. El Gran Norte compró sus tierras al gobierno federal (no recibió concesiones de tierras) y las vendió a los agricultores a precios baratos. Operaba agencias en Alemania y Escandinavia que promovían sus tierras y traía familias a bajo costo. Hill también invirtió en la fundación de escuelas e iglesias para estas comunidades y promovió progresivamente distintas técnicas para garantizar su prosperidad. Este Dakota Boom alcanzó su punto máximo en 1882, cuando 42.000 inmigrantes, en gran parte del norte de Europa, llegaron al Valle del Río Rojo que atraviesa la región. El rápido aumento de los asentamientos en el Valle del río Rojo en Dakota del Norte a lo largo de la frontera de Minnesota entre 1871 y 1890, fue un ejemplo importante de la agricultura de "bonanza" a gran escala.

### Líneas en la década de 1890
Seis meses después de que el ferrocarril llegara a Seattle, se desencadenó una profunda depresión económica a nivel nacional, el llamado Pánico de 1893. El liderazgo de Hill en este período se convirtió en un caso digno de estudio por la gestión exitosa de un negocio intensivo en capital durante la recesión económica. Para asegurarse de que no perdiera su patrocinio durante la crisis, Hill redujo las tarifas de envío de los aranceles ferroviarios para los agricultores y otorgó crédito a muchas de las empresas que tenía para que pudieran seguir pagando a sus trabajadores y comenzar un "viaje de 10 dólares" (igual a 339,11 hoy) para los inmigrantes. También tomó medidas firmes para economizar: en solo un año, redujo los gastos del ferrocarril de transportar una tonelada de carga en un 13%. Debido a estas medidas, no solo permaneció en el negocio, sino que también aumentó el patrimonio neto de su ferrocarril en casi 10 millones (unos 339,1 millones de dólares de hoy). Mientras tanto, casi todos los otros ferrocarriles transcontinentales se declararon en quiebra. Su capacidad para salir de la depresión le ganó fama y admiración. También ahorró dinero al recortar repetidamente los salarios, hecho posible en un período de deflación, cuando los precios generalmente caían.
En 1893, comenzó el proceso de buscar una fuente de mano de obra distinta de los trabajadores chinos. Durante un breve período de tiempo, contrató trabajadores italianos y griegos, pero los capataces de la compañía no estaban satisfechos con su trabajo. Hill envió emisarios al Pacífico, que descubrieron que Japón tenía el mayor potencial en el mercado del "Comercio Oriental", y decidió aprovechar esta oportunidad.
En este tiempo también comenzó a concentrar sus energías en asegurar el comercio con los países asiáticos. Ofreció algodón del sur de los Estados Unidos a los industriales japoneses y se lo envió gratis para que lo comparasen con el algodón de fibra corta que estaban usando hasta entonces, con la promesa de un reembolso si no quedaban satisfechos, lo que no hizo falta. Con estas relaciones amistosas establecidas, Hill logró asegurar el encargo japonés de 15.000 toneladas de raíles, superando la competencia de Inglaterra y Bélgica. De 1886 a 1905, las exportaciones estadounidenses a Japón aumentaron de 7,7 millones de dólares al año (unos 261,1 millones hoy) a 51,7 millones (unos NaN millones hoy).
Sin embargo, después de 1900 Hill no valoró bien la situación comercial de una compañía subsidiaria canadiense, la Vancouver, Westminster and Yukon Railway (VW&Y). Despidió a su presidente, John Hendry, empeorando así los problemas, prolongando los retrasos y aumentando los costos de hacerse cargo del VW&Y. En este caso, los principales asistentes de Hill no habían sido diligentes con los detalles, la contabilidad, la correspondencia y los informes sobre la compañía.

### El Pacífico Norte y el "pequeño apretón de manos" de 1901
Con 1901 y el comienzo del nuevo siglo, James Hill tenía el control tanto del Gran Ferrocarril del Norte como del Ferrocarril del Pacífico Norte (que había obtenido con la ayuda de su amigo JP Morgan, cuando este ferrocarril quebró en la depresión de mediados de 1890). Hill también adquirió el control del ferrocarril de Chicago, Burlington y Quincy debido a sus líneas del Medio Oeste y su acceso a Chicago. En este periodo, el Union Pacific fue el mayor competidor de los Grandes Ferrocarriles del Pacífico Norte y Norte. A pesar de que estos dos últimos estaban respaldados por JP Morgan y James J. Hill, el Unión Pacific estaba respaldado por su presidente, Edward H. Harriman, y también por los extremadamente poderosos William Rockefeller y Jacob Schiff. 
En silencio, Harriman comenzó a comprar acciones del Pacífico Norte con la intención de obtener el control del Ferrocarril de Chicago, Burlington y Quincy. Estaba a falta de 40.000 acciones para obtener el control, cuando Hill se enteró de las actividades de Harriman y contactó rápidamente con JP Morgan, quien ordenó a sus hombres que compraran todo lo que pudiera llegar a sus manos del accionariado del Pacífico Norte.

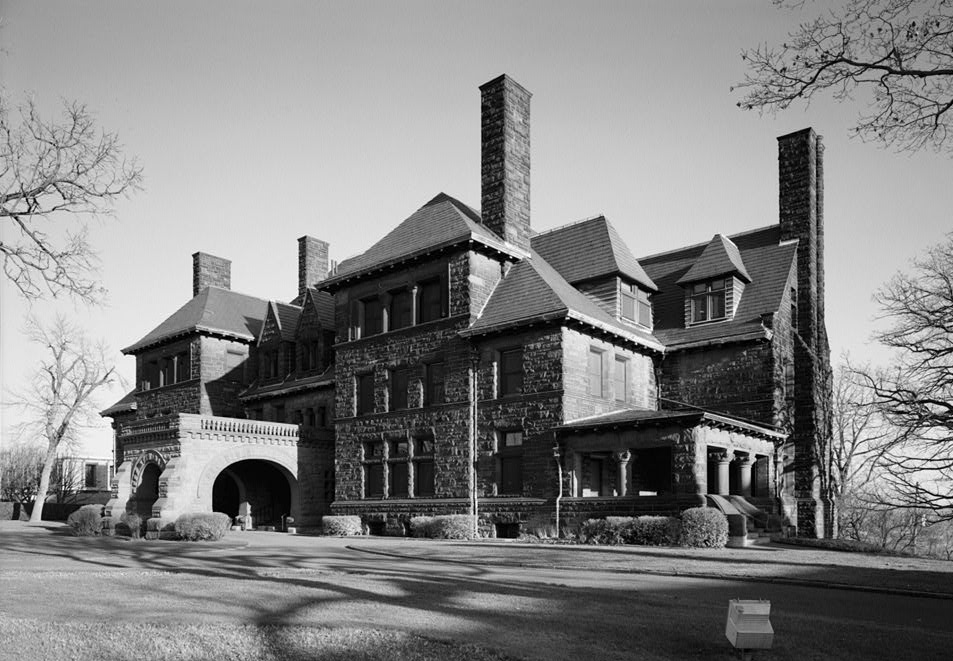
La casa de Hill en 240 Summit Avenue, St. Paul, Minnesota

El resultado fue el caos en Wall Street. Los títulos del Pacífico Norte llegaron a venderse hasta los 1000 dólares por acción. Muchos especuladores, que habían vendido "en corto" acciones del Pacífico Norte en previsión de una caída en el precio de la compañía, se enfrentaron a la ruina. La amenaza de un verdadero pánico económico era cada vez más patente. Ninguna de las partes podía ganar una ventaja clara, y ambas pronto se dieron cuenta de que habría que convocar una tregua, sellada con un simbólico apretón de manos. Los ganadores de esa tregua fueron Hill y Morgan, quienes formaron de inmediato la Northern Securities Company, con el objetivo de unir sus tres principales líneas ferroviarias. Fue entonces cuando Theodore Roosevelt se convirtió en presidente y volcó sus energías contra los grandes fideicomisos que monopolizaban el comercio.

### La era de la desconfianza
Roosevelt envió a su Departamento de Justicia para demandar a la Northern Securities Company en 1902. La Corte Suprema ordenó en 1904 su disolución como monopolio. Irónicamente, la Ruta de Burlington, el Pacífico Norte y el Gran Norte se fusionarían más de medio siglo después, en 1970, para formar el Ferrocarril del Norte de Burlington. Desafortunadamente, esta disolución puso fin a la capacidad de Hill de mantener tasas competitivas con los países asiáticos, y en los dos años posteriores el comercio estadounidense con Japón y China cayó un 40% (en unos 41 millones de dólares). Hill se vio obligado a operar sin el beneficio de una compañía central, y adquirió las líneas del Colorado y Southern Railway en Texas. También construyó el Ferrocarril de Spokane, Portland y Seattle. En el momento de su muerte en 1916, las propiedades de James Hill estaban valoradas en más de 53 millones de dólares (unos 1484 millones en la actualidad). Cuando se dividió su patrimonio, su viuda recibió más de 16 millones, y cada uno de sus hijos recibió casi 4 millones; solo se pagaron 1,5 millones en impuestos sobre la renta y la herencia.
El Gran Ferrocarril del Norte y el Pacífico Norte trataron de fusionarse cuatro veces, en 1896, 1901, 1927 y 1955. Este último intento duró desde 1955 hasta la aprobación por parte del Tribunal Supremo para su fusión final en marzo de 1970, que creó el Ferrocarril del norte de Burlington. En 1995, se fusionó con el Ferrocarril de Atchison, Topeka y Santa Fe, para convertirse en el Burlington Northern y Santa Fe.

### Vida familiar
En 1867, James J. Hill se casó con Mary Theresa Mehegan, nacida en 1846 en la ciudad de Nueva York. Tuvieron diez hijos: 
1. Mary Francis Hill Hill (1869-1947), quien se casó con Samuel Hill de Washington D. C. y Seattle. Samuel Hill era ejecutivo en el Great Northern Railway cuando se casó con Mary Hill.
2. James Norman Hill (1870-1932) de la ciudad de Nueva York .
3. Louis Warren Hill (1872-1948) de St. Paul, Minnesota, quien fue nombrado presidente del Gran Norte en 1907 y presidente de la junta en 1912.
4. Clara Anne Hill Lindley (1873-1947), quien se casó con E. C Lindley de St. Paul, Minnesota, quien fue vicepresidente, consejero general y miembro de la Junta de Directores del Gran Ferrocarril del Norte.
5. Katherine Theresa Hill (1875-1876) (murió en la infancia).
6. Charlotte Elizabeth Hill Slade (1877-1923), quien se casó con George T. Slade de Nueva York y St. Paul, Minnesota. George T. Slade fue ejecutivo de The Great Northern Railway y compañero de clase de Louis W. Hill en Yale.
7. Ruth Hill Beard (1879-1959), quien se casó con Anson McCook Beard de Nueva York.
8. Rachel Hill Boeckmann (1881-1967), quien se casó con Egil Boeckmann de St. Paul, Minnesota.
9. Gertrude Hill Gavin (1883-1961), quien se casó con Michael Gavin de Nueva York.
10. Walter Jerome Hill (1885-1944) de St. Paul, Minnesota. Walthill (Nebraska), fue nombrado por Walter.[18]

## Muerte
A principios de 1916, Hill comenzó a prestar más atención a la filantropía, donando miles de dólares a varias instituciones mientras luchaba en privado contra varias afecciones cada vez más dolorosas. Su condición se deterioró rápidamente a mediados de mayo, y no pudo recuperarse pese a la intervención de varios médicos prestigiosos. Después de entrar en coma, murió en su casa en St. Paul, Minnesota, el 29 de mayo de 1916. Mary Hill murió en 1922 y fue enterrada junto a su esposo a la orilla del lago Pleasant en su granja de North Oaks. Para evitar el vandalismo y a los admiradores curiosos, ambas tumbas fueron trasladadas más tarde al Cementerio de la Resurrección en St. Paul, donde se les garantiza una custodia más segura.

## Legado
Give me Swedes, snuff and whiskey, and I'll build a railroad through hell.
(Dadme [trabajadores] suecos, tabaco y whisky, y construiré un ferrocarril a través del infierno.)
Atribuido a James J. Hill

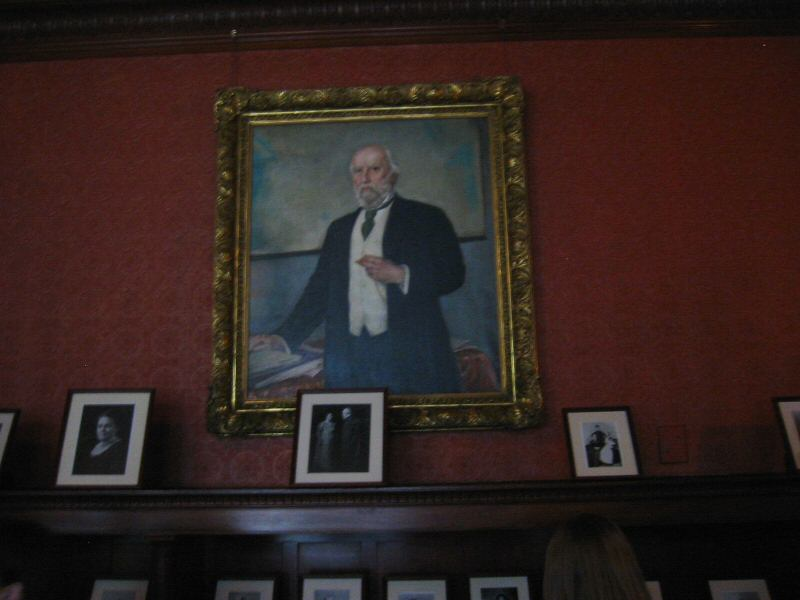
Retrato de Hill en la biblioteca de su antigua casa

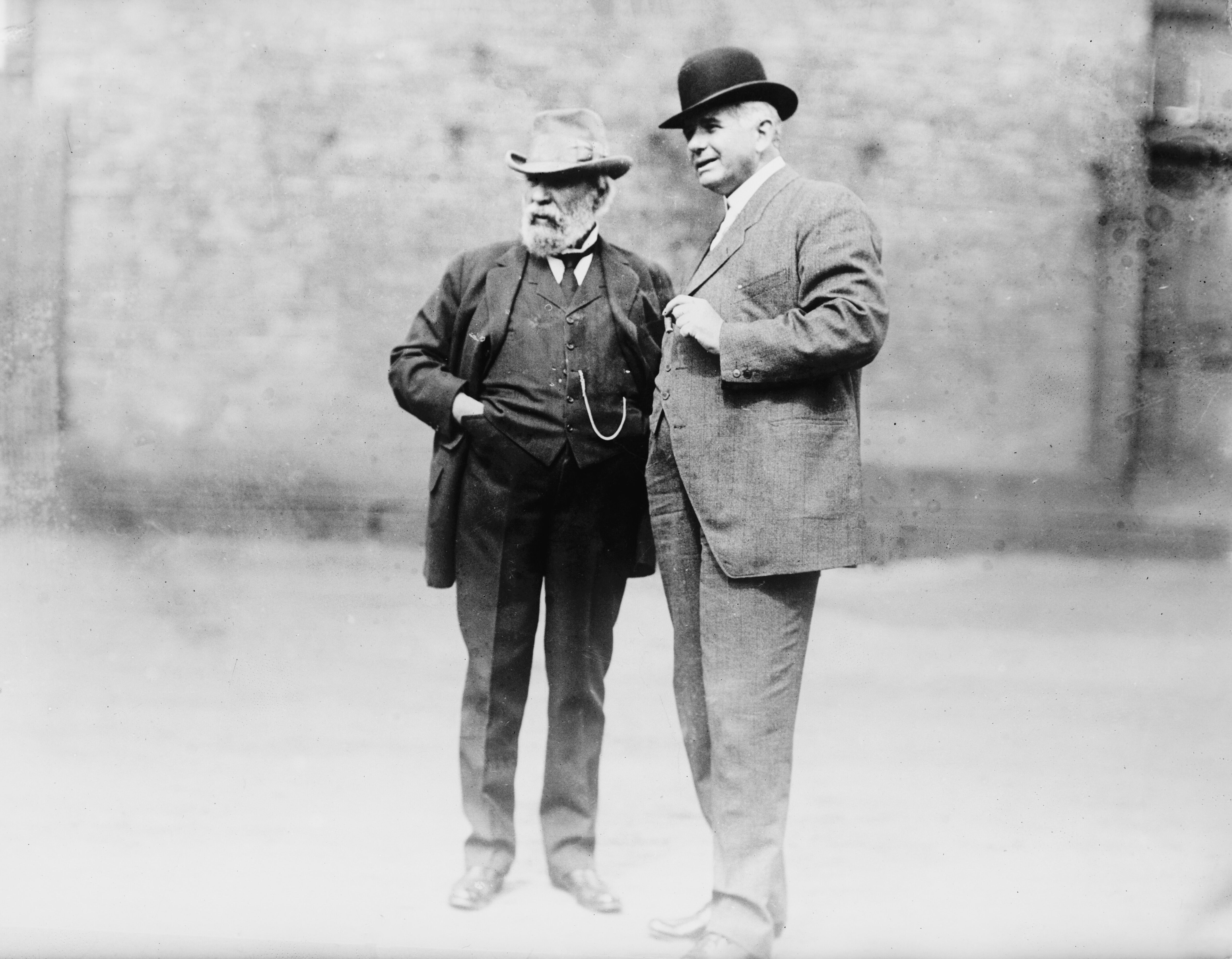
Hill y Carl Raymond Gray circa 1913

Políticamente, Hill fue un demócrata del bourbon. Sin embargo, el continuo alineamiento del Partido Demócrata con el populista William Jennings Bryan, llevó a Hill a apoyar a los candidatos presidenciales republicanos William McKinley (1896 y 1900), Theodore Roosevelt (1904) y William Howard Taft (1908 y 1912). 
Hill también fue miembro del Club de  Jekyll Island (también conocido como The Millionaires Club) en la isla Jekyll, Georgia, junto con JP Morgan y William Rockefeller. 
Hill fue partidario del libre comercio, y en particular uno de los pocos partidarios del libre comercio con Canadá. En St. Paul, el edificio principal de la biblioteca de la ciudad y la adyacente Hill Business Library fueron financiados por él. Además, donó fondos a numerosas escuelas, incluido el Seminario de Saint Paul. 
En 1891, después de tres años de construcción, se completó la nueva casa de la familia Hill en Summit Avenue en St. Paul. Más de 400 trabajadores trabajaron en el proyecto. Con un costo de 930.000 dólares y con 36 000 pies cuadrados (3344,5 m²), la Casa de James J. Hill fue una de las más grandes de la ciudad. Al igual que con sus negocios, Hill supervisó la construcción y el diseño en persona, contratando y despidiendo a varios arquitectos en el proceso. La casa tiene muchos sistemas eléctricos y mecánicos pioneros que son anteriores a su adopción generalizada en las estructuras domésticas modernas. Al finalizar la residencia de Summit Avenue, Hill arrasó la antigua casa de la familia, que había construido en 1878. Después de la muerte de la esposa de Hill en 1921, la casa fue donada a la Arquidiócesis de Saint Paul y Minneapolis. La Sociedad Histórica de Minnesota recibió el inmueble en 1978 y hoy funciona como museo y galería. 
Aunque protestante, Hill mantuvo una fuerte relación filantrópica con la Iglesia Católica en St. Paul y en todo el noroeste. La casa histórica de Hill está ubicada al lado de la Catedral, en gran parte debido a la relación especial que la esposa de Hill, una católica practicante, tenía con la Diócesis. Los Hill mantuvieron estrechos vínculos con el arzobispo John Ireland y Hill fue uno de los principales contribuyentes al Seminario de Saint Paul, al Macalester College, a la Universidad Hamline, a la Universidad de St. Thomas, al Carleton College y a otras organizaciones educativas, religiosas y caritativas. Fue el primer donante importante de la Escuela de Medicina de la Universidad Marquette. 
Con el fin de generar negocios para su ferrocarril, Hill alentó a los inmigrantes europeos a establecerse a lo largo de su línea, a menudo pagando a los colonos rusos y escandinavos su viaje desde Europa. Para promover el asentamiento y los ingresos de su negocio ferroviario, experimentó con la agricultura y trabajó para hibridar el trigo ruso con el fin de adaptarlo al suelo y las condiciones climáticas de Dakota. También dirigió granjas modelo experimentales en Minnesota, como North Oaks, para desarrollar ganado de mayor rendimientos y cultivos para los colonos que se ubicaban cerca de sus ferrocarriles. 
Conservacionista entusiasta, Hill fue invitado por el presidente Theodore Roosevelt a una conferencia del gobernador sobre la conservación de los recursos naturales, y luego fue designado para una comisión de tierras. 
Basándose en su experiencia en el desarrollo de Iron Range en Minnesota, Hill estuvo, durante 1911 y 1912, en estrecho contacto con Gaspard Farrer de Baring Brothers & Company de Londres, tratando sobre la formación de la Compañía Brasileña de Mineral de Hierro para aprovechar los ricos depósitos minerales de esa nación. 
Cerca del final de su vida, Hill interpretó lo que un biógrafo reciente, Albro Martin, llamó su "último y más importante papel". Después del primer año de desgaste de la Primera Guerra Mundial, las Potencias Aliadas necesitaban desesperadamente apoyo financiero para continuar el esfuerzo de guerra. Con ese fin, Hill fue una figura importante en el esfuerzo lanzado por JP Morgan para hacer flotar la campaña de bonos anglo-franceses de 1915, lo que permitió a los aliados comprar alimentos muy necesarios y otros suministros. En septiembre de 1915, el primer préstamo público, el préstamo anglo-francés de 500 millones de dólares, salió a suscripción después de negociaciones con la Comisión Financiera Anglo-Francesa. Al mismo tiempo, el comercio de municiones con Inglaterra y Francia hizo que Estados Unidos pasara de una depresión en 1914 a dos años de auge en 1915 y 1916.
En 1887, el primer edificio de la sede de la compañía del Gran Norte se construyó en St. Paul. Fue diseñado por James Brodie, quien también construyó la casa de Hill en Summit Avenue. El edificio de 1887 se convirtió entre 2000 y 2004 en un condominio de 53 unidades en el histórico distrito Lowertown de St. Paul. Hill había visto la devastación causada por el Gran Incendio de Chicago. En consecuencia, adoptó en la construcción de la sede de la compañía en 1887 (el Gran Edificio de Oficinas Generales del Norte) un techo abovedado construido con ladrillos y raíles de acero del ferrocarril que sostenían una capa de arena de varias pulgadas de espesor. La teoría era que si se producía un incendio y el techo se derrumbaba, la arena caería y retrasaría o apagaría el fuego. 
Hill estuvo íntimamente involucrado en la planificación y construcción (1914–1916) de una nueva sede de la compañía en St. Paul (que se conocería como el Edificio de Oficinas del Gran Norte), que iba a albergar al personal corporativo del Gran Norte, el Pacífico Norte y las empresas bancarias de Hill. El edificio de 14 pisos costó14 millones de dólares.

## Eponimia
- Hillsboro (Dakota del Norte); el Condado de Hill (Montana); e Hillyard (Washington)[22] (ahora un barrio de Spokane), llevan su nombre.

- En 1929, el Great Northern Railway inauguró un tren de pasajeros de larga distancia que se extiende desde Chicago hasta Seattle, y lo nombró Empire Builder en su honor. El tren sirvió como insignia del Great Northern, y todavía es operado hoy en día por Amtrak, usando el recorrido original del Great Northern al oeste de St. Paul.

- La casa de James J. Hill en St. Paul, es un Hito Histórico Nacional.[23]

- Los herederos de Hill establecieron la Biblioteca de referencia James J. Hill en St. Paul,[24] que es considerada por la Administración de Pequeños Negocios como la principal fuente de información comercial práctica de acceso público en los Estados Unidos, y muchos programas de la SBA dependen de sus servicios para facilitar recursos de información empresarial a pequeñas empresas de todo el país. La biblioteca ha desarrollado numerosos programas en línea y ahora presta servicios a millones de propietarios de pequeñas empresas en todo el mundo.

- En 1959, Hill High en St. Paul, Minnesota, se estableció como una escuela de los fondos procedentes de la esposa de Hill para la educación. La escuela, que era completamente masculina, se fusionó en 1971 con la escuela femenina Arzobispo Murray para formar la Escuela Hill-Murray en Maplewood, Minnesota.

- Hill Capital es un fondo de capital de riesgo establecido en 2016 "alineado con la creencia de James J. Hill en la cooperación de la producción, distribución e intercambio de riqueza como se describe en sus escritos".[25] La biblioteca Hill posee 75 acciones.[26] A septiembre de 2016, el fondo aún no estaba cerrado.

## En la cultura popular
- En El gran Gatsby, Hill es el hombre a quien el padre del protagonista dice que Gatsby habría igualado si hubiera vivido lo suficiente.

- Hill y su ferrocarril se mencionan en la canción de Harry McClintock "Aleluya, soy un vagabundo".

## Lecturas relacionadas
Fuentes primarias
- JJ Hill Papers. «James J. Hill; An Inventory of His Papers at the Minnesota Historical Society». Minnesota Historical Society.
- Great Northern Railway Company Records, Sociedad Histórica de Minnesota.
- Northern Pacific Railway Corporate Records, Minnesota Historical Society.

Fuentes secundarias
- Blossom, Mary C. (May 1901). «James J. Hill». The World's Work: A History of Our Time II: 721-728. Consultado el 9 de julio de 2009.
- Folsom, Burton W. (2003). The Myth of the Robber Barons: A New Look at the Rise of Big Business in America. Herdon, VA: Young America's Foundation. ISBN 978-0-9630-2031-4. OCLC 260332319.
- Garraty, John A., The American Nation: A History of the United States, pp. 469, 481, 587.
- Haeg, Larry, Harriman vs Hill: Wall Street's Great Railroad War. University of Minnesota Press, 2013
- Malone, Michael P., James J. Hill: Empire Builder of the Northwest. Norman, OK: University of Oklahoma Press, 1996.
- Martin, Albro (1976). James J. Hill and the Opening of the Northwest. New York: Oxford University Press.
- Sherman, T. Gary, Conquest and Catastrophe: The Triumph and tragedy of the Great Northern Railway Through Stevens Pass, AuthorHouse, 2004.
- Sobel, Robert (1974). «James J. Hill : The Business of Empire». The Entrepreneurs: Explorations Within the American Business Tradition. New York: Weybright & Talley. pp. 110-147. ISBN 0-679-40064-8.
- White, Richard (2011). Railroaded: The Transcontinentals and the Making of Modern America. W. W. Norton & Company. ISBN 978-0-393-06126-0.
- White, W. Thomas. "A Gilded Age Businessman in Politics: James J. Hill, the Northwest, and the American Presidency, 1884-1912," Pacific Historical Review, vol. 57, no. 4 (Nov. 1988), pp. 439–456. In JSTOR
- Zinn, Howard, A People's History of the United States, p. 343.
- Dutiful Son: Louis W. Hill Sr. Book, Book about Louis W. Hill Sr., son and successor of empire builder James J. Hill at Ramsey County Historical Society.